# Gura Teghii
Gura Teghii – wieś w Rumunii, w okręgu Buzău, w gminie Gura Teghii. W 2011 roku liczyła 934 mieszkańców.